# Пахомовский, Василий Исакович
Василий Исакович Пахомовский (6 марта 1909, Марганец, Никопольский район — 20 мая 1980, Приднепровское, Днепропетровская область) — советский хозяйственный, государственный и политический деятель, Герой Социалистического Труда.

## Биография
Родился 6 марта 1909 года в Марганце. Член КПСС.
С 1920 года — на хозяйственной, общественной и политической работе. В 1920—1956 гг. — батрак в сельском хозяйстве у зажиточных крестьян в селе Красногригорьевка Никопольского района, коногон, смазчик, чернорабочий, десятник на руднике имени Коминтерна, редактор многотиражной газеты, пропагандист Никопольского райкома КП(б) Украины, секретарь партийного бюро рудника имени Максимова, инструктор Марганецкого горкома КП(б) Украины, заведующий отделом Никопольского райкома партии, участник Великой Отечественной войны, начальник сектора Центрального статистического управления Госплана СССР в Ташкенте, заведующий отделом Никопольского райкома партии, парторг ЦК ВКП(б) на руднике имени Орджоникидзе, секретарь Никопольского райкома партии по кадрам, председатель Никопольского райисполкома, председатель колхоза «Аврора» Никопольского района Днепропетровской области.
Указом Президиума Верховного Совета СССР от 22 марта 1966 года присвоено звание Героя Социалистического Труда с вручением ордена Ленина и золотой медали «Серп и Молот».
Умер 20 мая 1980 года в селе Приднепровское Никопольского района Днепропетровской области.